# Heidrun Schweda
Heidrun Schweda (* 1960 in Rudolstadt; † 28. Juli 2020) war eine deutsche Theater-Schauspielerin.

## Leben
Heidrun Schweda erlernte zunächst den Beruf der Krankenschwester. Von 1982 bis 1986 folgte ein Studium an der Hochschule für Schauspielkunst Ernst Busch in Berlin. Sie spielte dann am Landestheater Dessau und ab 1989 am Theater Nordhausen. 1995/1996 war sie am Theater Zwickau und ab 1997 am Stadttheater Pforzheim. Ab 2009 war sie freischaffend tätig.

## Privatleben
1989 lernte sie ihren späteren Ehemann, den Schauspieler Jens Peter, in deren Aufführung als Romeo und Julia im Bergtheater Thale kennen.

## Filmografie
- 1988: Danke für die Blumen
- 1988: Die Schauspielerin
- 1988: An allem ist Matuschke schuld